# Geografia Cypru

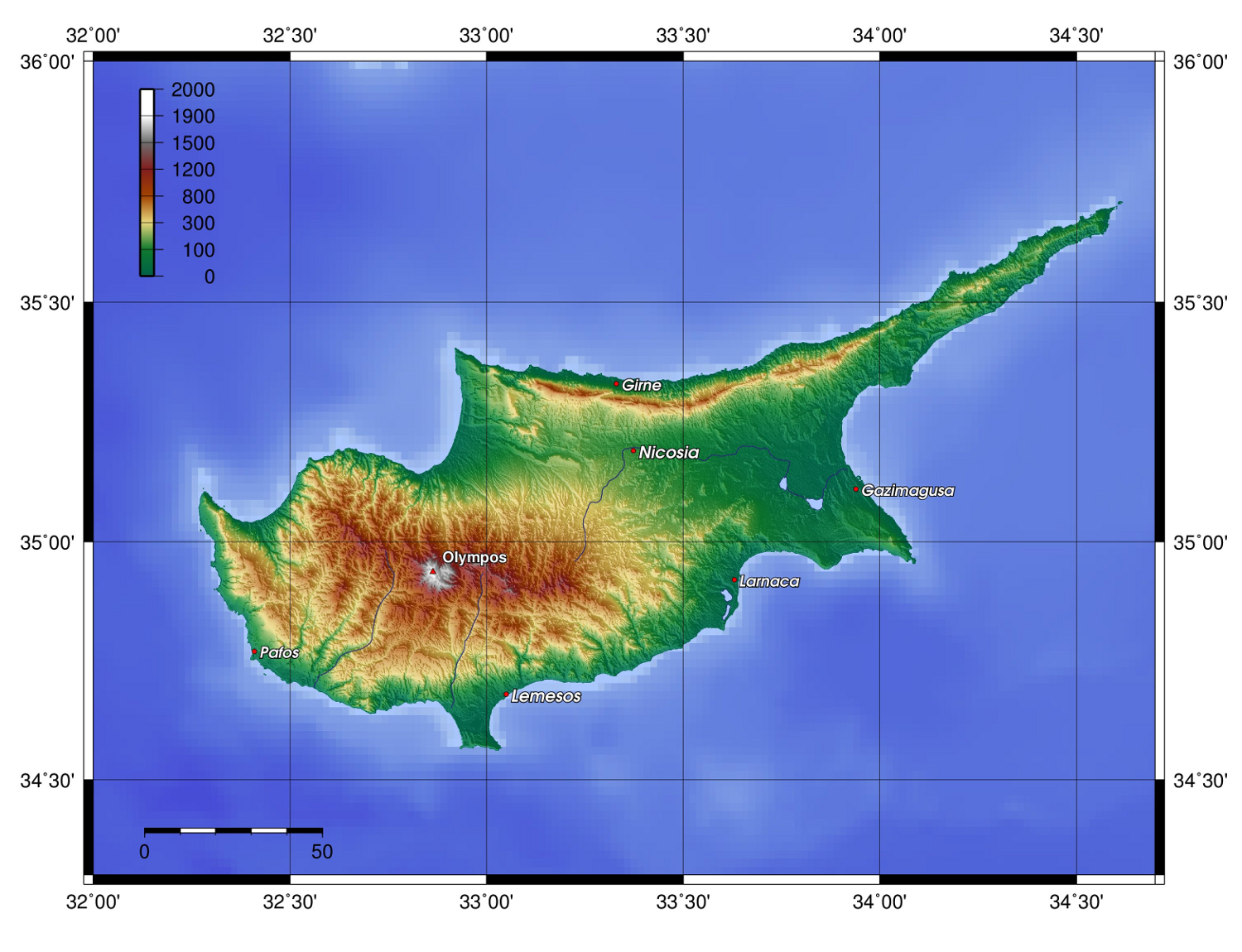
Mapa fizyczna Cypru

Cypr jest wyspą położoną na Morzu Śródziemnym, w jego wschodniej części. Znajduje się w zachodniej Azji, w odległości około 70 km na południe od Turcji i około 100 km na zachód od wybrzeży Syrii. Jest jednym z najmniejszych krajów azjatyckich. 

## Powierzchnia i granice
Powierzchnia – 9251 km². Centralny punkt wyspy – 35°N, 33°E. Cypr ma kształt nieregularnego pięciokąta, który zwęża się ku wysuniętemu na północny wschód półwyspowi Karpas, na którego końcu znajduje się przylądek Zafer. Długość linii brzegowej wynosi 648 km. Na Cyprze znajdują się dwie brytyjskie bazy wojskowe, Akrotiri i Dhekelia; Cypr graniczy z nimi na długości odpowiednio 48 i 108 km (łącznie 156 km). Przez wyspę przebiega zielona linia licząca ok. 180 km, która stanowi granicę między Republiką Cypru na południu a tzw. „Turecką Republiką Cypru Północnego”.

## Budowa geologiczna i rzeźba
Pod względem geologicznym Cypr stanowi przedłużenie łańcucha Taurusu, ciągnącego się przez południową Turcję. Większość powierzchni Cypru zajmują góry fałdowań alpejskich, na północy zbudowane głównie z wapieni. Są to góry Kierinia, ciągnące się równoleżnikowo, na długości 160 km. Kulminacją tych gór jest szczyt Akromandra o wysokości 1019 m n.p.m. Na południe od niego znajduje się żyzna, aluwialna równina Mesaoria, leżąca w całości poniżej 180 m n.p.m., mierząca 25–50 km szerokości.
W południowo-zachodniej części kraju wznoszą się zbudowane m.in. z bazaltów, granitów, gabra i pokrywy lawowej góry Trodos z najwyższym szczytem Cypru – Olimbos o wysokości 1951 m n.p.m.; góry stanowią fragment nasuniętej skorupy oceanicznej, są przykładem obdukcji. Trodos opada stopniowo ku południu i zachodowi, tworząc płaskowyż, który wznosi się nad równiną nadbrzeżną. Cypr posiada dobrze rozwiniętą linię brzegową; północne wybrzeże głównie skaliste i wysokie, południowe nizinne, z rozległymi plażami. Cypr leży w strefie aktywności sejsmicznej.
Do bogactw naturalnych Cypru należy miedź, piryt, azbesty, gips, marmur; ponadto eksploatuje się sól i złoża gliny, a także drewno na opał. W latach 70. XX wieku wydobywano tu również chrom i umbrę.

## Klimat

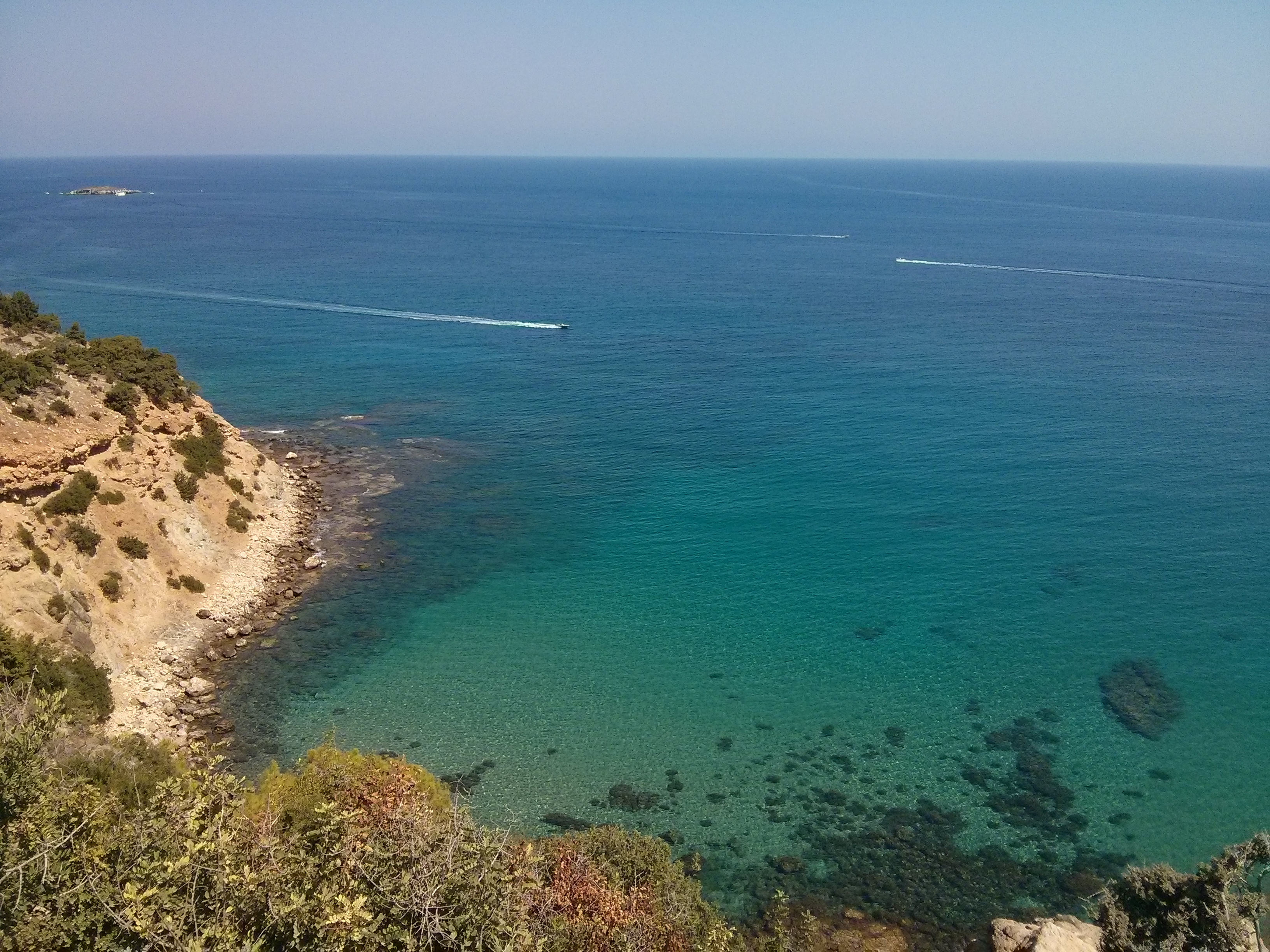
Płn.–zach. część wyspy

Cypr znajduje się pod wpływem klimatu podzwrotnikowego – od morskiego do kontynentalnego, w miejscach pozbawionych napływu wilgotniejszych mas powietrza śródziemnomorskiego z zachodu – suchego. Na wybrzeżu i nizinach średnia temperatura w styczniu (najzimniejszy miesiąc) wynosi 9–12 °C, w sierpniu (najcieplejszy miesiąc) – 26–28 °C. Na południowym wschodzie w Larnace temperatura maksymalna wynosi od 16 °C (I) do 32 °C (VIII), wyjątkowo do 40 °C; minimalna odpowiednio 7–21 °C. Na północy i nizinie Mesaoria roczna suma opadów 300–400 mm, na zachodnich stokach gór Trodos do 1000 mm. Opady głównie zimą, 50% z nich spada od grudnia do lutego.

## Wody
Wyspa jest bardzo uboga w zasoby wodne. Wodna powierzchnia wyspy wynosi 10 km². Występują wyłącznie rzeki okresowe, jedynie górne biegi niektórych z nich, leżące na wysokości powyżej 1000 m n.p.m., są całoroczne. Cypr należy do zlewiska Morza Śródziemnego. Najdłuższymi rzekami są: Pedieos, Karioti i Kuris, wszystkie biorą początek w masywie Trodos. Na nizinie Mesaoria występują większe ilości wód podziemnych, podobnie jak i na północnym wschodzie. W górach liczne źródła, ich łączna wydajność to około 33 mln km² rocznie. Wody podziemne są eksploatowane przez kilkanaście tysięcy studni, zarówno wierconych, jak i sztolniowych. Nadmierny pobór wody na nawadnianie oraz rozwój turystyki spowodował obniżenie się poziomu wód miejscami o kilka metrów.

## Flora

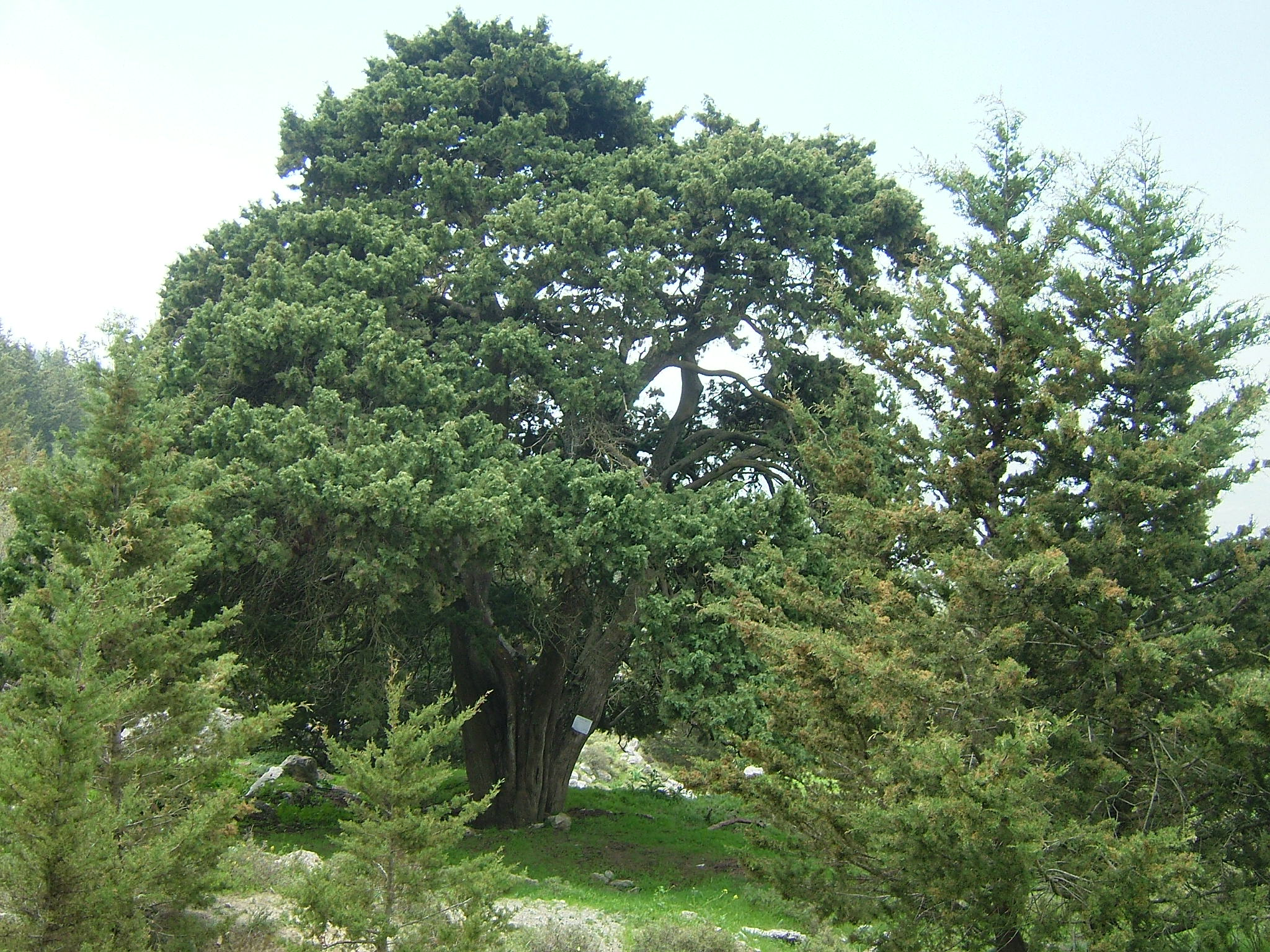
Roślinność Cypru

Naturalną formacją roślinną Cypru jest makia, w skład której wchodzą krzewy i niskie drzewa (np. dęby), oraz jej uboższa forma – frygana, występująca na wyspie do wysokości około 500 m n.p.m. Na nizinie Mesaoria występują stepy, na których można spotkać m.in. sosnę alepską (Pinus halepensis), cyprysy (Cupressus) i dęby Quercus alnifolia. W górzystych częściach wyspy (powyżej 1000 m n.p.m.) rośnie m.in. sosna czarna (P. nigra) i endemiczny cedr Cedrus brevifolia. Lasy zajmują około 13% powierzchni wyspy. W uprawach dominuje sadownictwo, uprawiana jest winorośl, drzewa cytrusowe, orzechy, migdałowce, figowce, oliwki.

## Fauna
Fauna w kraju jest dość uboga, brak wielu kontynentalnych gatunków, w tym żmij i większości ssaków. W plejstocenie na Cyprze występował hipopotam karłowaty. Współcześnie występuje tu m.in. muflon, kameleon pospolity, gekon turecki i hardun.

### Awifauna i jej ochrona
Na Cyprze stwierdzono występowanie 275 gatunków ptaków; pod tym względem państwo zajmuje 144. miejsce na świecie. Większość z nich, 258, to gatunki najmniejszej troski. Trzy są zagrożone – raróg (Falco cherrug), ścierwnik (Neophron percnopterus) oraz sterniczka zwyczajna (Oxyura leucocephala). Dwa (marmurka, Marmaronetta angustirostris i burzyk śródziemnomorski, Puffinus yelkouan) są narażone, zaś 12 bliskich zagrożenia – m.in. błotniak stepowy (Circus macrourus) i żwirowiec stepowy (Glareola nordmanni). Na Cyprze znajdują się 34 ostoje ptaków IBA o łącznej powierzchni 310 711 ha. Cała wyspa jest uznana za obszar Endemic Bird Area ze względu na występowanie pokrzewki cypryjskiej (Sylvia melanothorax) i białorzytki cypryjskiej (Oenanthe cypriaca).
Na Cyprze praktykowane jest łapanie drobnych ptaków śpiewających; podobne ma miejsce np. na Prowansji. Łapane są w siatki (mist-netting) oraz na pokryte klejem (birdlime) patyki (limesticks). Po zabiciu ptaki przygotowywane są w charakterze potrawy (ambelopoulia), spożywanej zarówno przez turystów, jak i miejscowych. Na jesieni 2014 zabito blisko 2 miliony osobników, przez pozostałą część roku 0,5 mln; rozciągnięto 16 km sieci i rozłożono 6 tys. pułapek, mimo że od 1974 roku obie metody łapania są nielegalne. Wzbudziły sprzeciw BirdLife International nie tylko ze względu na nielegalność, przypadkowość łapanych ptaków i niehumanitarność – wiele złapanych gatunków jest chronionych. Spośród 152 gatunków, które złapano w 2014, 78 uznanych jest za zagrożone. Wg BirdLife International łapanie ptaków może pogorszyć opinię o kraju w oczach turystów, ponadto nie przynosi zysku ekonomicznego z turystyki.